# 8ª sessione speciale dell'Assemblea generale delle Nazioni Unite
L'8ª sessione speciale dell'Assemblea generale delle Nazioni Unite si è svolta dal 20 al 21 aprile 1978.
Le sessioni sono state presiedute da Lazar Mojsov, rappresentante della Jugoslavia.

## Risoluzioni

### 2ª seduta plenaria: 21 aprile 1978
- S-8/1[collegamento interrotto] - Credenziali dei rappresentanti all'ottava sessione speciale dell'Assemblea generale.
- S-8/2[collegamento interrotto] - Finanziamento della Forza di Interposizione in Libano delle Nazioni Unite.

## Decisioni

### 1ª seduta plenaria: 20 aprile 1978
- S-8/11 - Nomina dei membri della commissione per le credenziali.
- S-8/12 - Elezione del presidente dell'Assemblea generale.
- S-8/13 - Elezione dei presidenti delle commissioni principali.
- S-8/14 - Elezione dei vice-presidenti dell'Assemblea generale.
- S-8/21 - Adozione dell'ordine del giorno e assegnazione dei punti in agenda.